# Темашда
Темашда (рум. Tămașda) — село у повіті Біхор в Румунії. Входить до складу комуни Аврам-Янку.
Село розташоване на відстані 430 км на північний захід від Бухареста, 55 км на південний захід від Ораді, 101 км на північ від Тімішоари.

## Населення
За даними перепису населення 2002 року у селі проживали 1135 осіб.
Національний склад населення села:
| Національність | Кількість осіб | Відсоток |
| -------------- | -------------- | -------- |
| цигани         | 519            | 45,7%    |
| румуни         | 444            | 39,1%    |
| угорці         | 171            | 15,1%    |

Рідною мовою назвали:
| Мова      | Кількість осіб | Відсоток |
| --------- | -------------- | -------- |
| циганська | 498            | 43,9%    |
| румунська | 473            | 41,7%    |
| угорська  | 164            | 14,4%    |